# Dirk Brömmel
Dirk Brömmel (* 1968 in Bad Godesberg) ist ein deutscher bildender Künstler und Fotograf.

## Leben
Dirk Brömmel wurde 1968 in Bad Godesberg geboren. Von 1990 bis 1993 absolvierte er eine Ausbildung zum Fotografen. Im Anschluss besuchte er bis 1994 in Bonn die Fachoberschule für Gestaltung. Ab 1995 studierte er an der Fachhochschule Wiesbaden Kommunikationsdesign mit Schwerpunkt Fotografie. 2000 machte er seinen Abschluss als Diplom-Kommunikationsdesigner. Er schloss ein 6-jähriges Studium der freien Kunst und künstlerischen Fotografie an der Akademie der bildenden Künste der Johannes Gutenberg-Universität bei Vladimir Spacek an und erhielt 2006 den Akademiebrief. Dirk Brömmel lebt in Eltville und arbeitet in Wiesbaden.

## Werk
Werke Brömmels befinden sich in öffentlichen Sammlungen, z. B.: Centre Pompidou, Paris;
Museum für Konkrete Kunst, Ingolstadt;
Avenson, Berlin;
Stadt Wiesbaden
Sammlung Photonet, Wiesbaden;
Willy Brandt Haus, Berlin;
Europäisches Patentamt, München + Rotterdam;
Zeitverlag, Hamburg + München;
CMS Hasche Sigle, Köln;
Sammlung Metallbau Rey, St. Gallen;
Dt. Telekom, Nürnberg;
Museum der Stadt Rüsselsheim und in der Sammlung des Landes Rheinland-Pfalz.
Das Œuvre Dirk Brömmels lässt sich in verschiedene Werkzyklen unterteilen:
- Antennen: Fernsehantennen auf Hausdächern entweder vor weißem Hintergrund oder vor einem wolkigen Himmel. (Entstehungsort und -jahr: Frankreich und Portugal 2001)
- Villa Tugendhat: Diese Serie hat das Sichtbarmachen von Geschichte zum Ziel.[2] Dirk Brömmel fotografierte den Mies van der Rohe-Bau Villa Tugendhat im tschechischen Brünn anhand alter Fotos NEU. Im Anschluss montierte er die alten mit den neuen Fotos im "Sandwichverfahren" ineinander. (Entstehungsort und -jahr: Brünn 2002)
- Meine Orte: Fotografien von Wohnhausarchitektur (Entstehungsjahr: 2002)
- kopfüber: Schiffe aus der Vogelperspektive vor monochromem Hintergrund. Von einer Brücke herab in bis zu 60 Einzelteilen fotografiert, setzte der Künstler die Fracht- und Passagierschiffe anschließend am Computer wieder zusammen. kopfüber ist Brömmels erster Werkzyklus, der sich mit Wasserfahrzeugen aus der Vogelperspektive befasste. In den folgenden Jahren entstanden weitere Werkzyklen mit diesen Parametern. (Entstehungsort und -jahre: Eine Brücke über den Rhein 2004/05)
- La Gondola: Venezianische Gondeln aus der Vogelperspektive von weißem oder schwarzem Hintergrund. Die Fotografien der Gondeln entstanden auf gleiche Weise wie auch die Schiffe der Serie "Kopfüber". (Entstehungsort und -jahr: Venedig 2006)
- Wächter: Uniformierte Prager Wächter in quergestreiften Wachhäuschen vor farbig-monochromem Hintergrund. (Entstehungsort und -jahr: Prag 2007)
- Tankstellen: Detailaufnahmen oder Totalen von Tankstellen in Armenien. Rostige Zapfsäulen, Logos großer Ölkonzerne, verlassene Tankstellen in öder Landschaft oder auch vier Gläser mit einer gelblichen Flüssigkeit am Rande einer staubigen Straße. (Entstehungsort und -jahr: Armenien 2008)
- MIG: russische Militärflugzeuge frontal oder im Profil abgelichtet. (Entstehungsjahr: 2009)
- Kaiserkanal: Lastkähne auf der längsten von Menschenhand geschaffenen Wasserstraße der Welt fotografiert und vor fliederfarbenem, altrosanem oder hellbauem Hintergrund am Computer inszeniert. (Entstehungsort und -jahr: Kaiserkanal zwischen Peking und Shanghai 2010)
- Schwimmende Märkte: Die schwimmenden Märkte Bangkoks aus der Vogelperspektive, vor monochromem Hintergrund oder farbig-gestreiftem Hintergrund. (Entstehungsort und -jahr: Bangkok 2012)
- Kanzlerbungalow Bonn: Spurensuche und eine aktuelle Sichtweise auf die historische Bedeutung des Gebäudes.

## Ausstellungen (Auswahl)
- 1995: Haus der Springmaus, Bonn (E)
- 2002: Goethe-Institut Helsinki (E)
- 2002: Galerie Kleines Haus des Mainzer Staatstheaters (E)
- 2004: art frankfurt (G)
- 2005: Galerie Erhard Witzel, Wiesbaden[3] (E)
- 2005: "Villa Tugendhat", Artothek Wiesbaden (E)
- 2005: "Kunstpreis der Stadt Bonn", Künstlerforum Bonn (G)
- 2005: art cologne (G)
- 2006: Galerie McBride Fine Art Antwerpen, Belgien (E)
- 2006: "Arbeitsplätze / work places", Heidelberger Kunstverein (G)
- 2007: Galerie McBride Fine Art Antwerpen, Belgien (E)
- 2007: "Ego - Positionen zum Ich", Wiesbadener Fototage, Galerie Erhard Witzel (E)
- 2007: "Venezia-Project", Baumgarten Gallery, Venedig/Italien (E)
- 2007: "Ningbo in the Eye of German Photographers", Ningbo Museum of Art, China (G)
- 2007: art miami beach, Miami Beach, Florida, USA (G)
- 2007: "Große Kunstausstellung München 2007", Haus der Kunst, München (G)
- 2008: art Beijing, China (G)
- 2008: Galerie Hengevoss-Dürkop, Hamburg (G)
- 2009: Galerie Erhard Witzel, Wiesbaden (E)
- 2009: KIAF, Korea International Art Fair (G)
- 2009: art paris, Grand Palais (G)
- 2010: Museum für Konkrete Kunst, Ingolstadt (E)
- 2011: "PHOTOPHNOMPENH festival", Meta House, Kambodscha (E)
- 2011: The Brno House of Arts, Brno, Tschechien (E)
- 2011: "Spurensuche", Goethe-Institut Bulgarien (G)
- 2011: cutlog, Contemporary Art Fair, Paris (G)
- 2011: "Dirk Brömmel – kopfüber", Graffiti Gallery, Varna, Bulgarien
- 2013: Erhard Witzel, München (E)
- 2014: Galerie Hengevoss-Dürkop, Hamburg
- 2015: Museum der Deutschen Binnenschifffahrt, Duisburg
- 2016: Architektenkammer NRW, Düsseldorf
- 2017: Kunsthalle im Kunsthaus Wiesbaden

## Auszeichnungen (Auswahl)
- 1998: Preis für Experimentelle Gestaltung 48. Internationale Kalenderschau, Stuttgart
- 1998: Förderpreis, Lufthansa AERO
- 1998: „Certificate of Typographic Excellence“; Type Directors Club New York
- 1999: Graphis, New Talent Design Annual
- 2000: Destinctive Merit Award, Art Directors Club, New York
- 2000: Prädikat Silber, Kalenderschau, Stuttgart
- 2001: „Kodak-Award“, 32. Internationaler Kodak Fotokalender Wettbewerb 2001
- 2001: „Bronze Price“, All Japan Calender Competition
- 2001: „Destinctive Merit Award“, Art Directors Club New York
- 2001: „Gold Award“, Best Use of Paper, World & National Calender Awards, Chicago
- 2001: „Gold Award“, Best Scenic/Other Photography, W. & N. Calender Awards, Chicago
- 2001: „No. 1“, Kodak-Fotokalender-Preis 2001 [Preis der Jury]
- 2002: „ZEITSICHT“, Hauserconsulting Kunstförderpreis 2002[4]
- 2003: Emy-Roeder-Preis 2002 des Landes Rheinland-Pfalz
- 2005: Reinhart-Wolf-Preis 2005
- 2005: „Europäischer Architekturfotografie-Preis 2005“, besondere Anerkennung
- 2005: „Lucky Strike Junior Designer Award 2005“, besondere Anerkennung
- 2005: „17. BFF-Förderpreis“, Bund Freischaffender Foto-Designer e.V.
- 2007: Marianne-Brandt-Wettbewerb
- 2010: „Künstler der Region“, EVO-Kunstpreis, Offenbach
- 2010: Nominierung für den Merck-Preis der Darmstädter Tage der Fotografie 2010
- 2011: Auszeichnung Europäischer Architekturfotografie-Preis 2011
- 2012: 2. Platz beim „Brita Kunstpreis“
- 2013: „Silbermedaille“ beim Deutschen Fotobuchpreis für das Buch „DIRKBRÖMMELKOPFÜBER“
- 2015: Auszeichnung beim „Europäischen Architekturfotografie-Preis 2015“
- 2016: „Christa-Moering-Stipendium 2016“ der Landeshauptstadt Wiesbaden

Quelle: